# Waffenfarben (Waffen-SS)
Die durch die Waffen-SS verwendeten Waffenfarben waren den traditionell in der Wehrmacht verwendeten Waffenfarben nachempfunden. Sie dienten als Unterscheidungskriterium verschiedener Waffengattungen, Truppengattungen, Korps, Dienste, Ranggruppen und Verwendungen, ähnlich wie in den Teilstreitkräften Heer, Luftwaffe und Kriegsmarine.

## Entstehung der Waffenfarben
In der Vorläufer-Organisation der Waffen-SS, der SS-Verfügungstruppe, gab es vor 1939 keine Überlegungen und Festlegungen bezüglich der Verwendung von Waffenfarben. Bis dato beschränkten sich Paspelierungen lediglich auf Schirmmütze und lange Hose und waren zudem einheitlich in Weiß gehalten. Mit der Einführung von Schulterstücken in Anlehnung an die Ranginsignien der Wehrmacht ab Dezember 1939 entstand hier Handlungsbedarf.

## Grundsätzliche Regelungen
Die Gestaltung der Schulterstücke der Waffen-SS wurde weitgehend der Wehrmacht nachempfunden. Für die Generalität wurde „Hellgrau“ einheitlich als Unterlage für die Schulterstücke gewählt. Vom Rang des SS-Oberführers aufwärts wurde an Jacke, Hose und Schirmmütze eine Aluminium-Paspelierung getragen. Die folgenden Offiziersränge bis zum SS-Untersturmführer begannen sich zudem selbst mit Schirmmützen sowie langen Hosen auszustatten, die mit der in der jeweiligen Waffenfarbe gehaltenen Paspelierung versehen waren. Die Unterlage der von der Wehrmacht übernommenen Schulterstücke war in der gleichen Waffenfarbe gehalten.
Die Paspelierung der Schirmmütze für Offiziere, Unteroffiziere und Mannschaften war weiß.
In Bezug auf Anbringung und Trageweise sowie das verwendete Farbsystem wurden im Verlauf des Krieges zahlreiche Befehle erlassen.

## Sonderregelungen
- Ab dem Dienstgrad SS-Oberführer wurde eine Aluminium-Paspelierung auch an der Offiziersfeldmütze getragen. Für die anderen Dienstgrade war die Feldmützenpaspelierung einheitlich weiß.
- Für Mannschaften und das Unteroffizierskorps waren in der Regel nur die Umrandung der Schulterklappen und die Paspelierung der Feldmützen in der betreffenden Waffenfarbe ausgelegt.
- An der langen feldgrauen Hose war die Paspelierung einheitlich weiß.
- Durch Befehl ungültig gewordene Artikel durften bis zum 31. Dezember 1940 getragen werden.

Aufgrund fehlender Quellenangaben bezüglich der exakten Farbcodes ist es schwierig, die tatsächlich verwendeten Waffenfarben zu rekonstruieren. Daher entsprechen die nachstehend gezeigten Farben nur ungefähr den in Wirklichkeit verwendeten Farbtönen.

## Übersicht
Die nachstehende Übersicht enthält eine Auswahl der Waffenfarben der Waffen-SS von 1935 bis 1945 samt Beispielen ihrer Verwendung.
| Truppe, Verband, Verwendung                                                                               | Waffenfarbe                 | Waffenfarbe                           | Beispiel                          | Dienstgrad / Erläuterung                                |
| --- | --------------------------- | ------------------------------------- | --------------------------------- | ------------------------------------------------------- |
| - Generalität der Waffen-SS - Offiziere i. G. - Stab RFSS                                                 | Lichtgrau (RAL-Farbe 7035)  |                                       |                                   | SS-Oberst-Gruppenführer und Generaloberst der Waffen-SS |
| - Infanterie - Panzergrenadiertruppe - Motorisierte Infanterie                                            | Signalweiß (RAL-Farbe 9003) |                                       |                                   | Flagge SS-Panzer- grenadier-Regiment 40                 |
| - Infanterie - Panzergrenadiertruppe - Motorisierte Infanterie                                            | Signalweiß (RAL-Farbe 9003) | - SS-Oberführer - SS-Standartenführer |                                   |                                                         |
| Artillerie - Sturmgeschütze - Flak                                                                        | Hochrot (RAL-Farbe 3024)    |                                       |                                   | Artilleriestander                                       |
| Artillerie - Sturmgeschütze - Flak                                                                        | Hochrot (RAL-Farbe 3024)    | SS-Obersturmbannführer                |                                   |                                                         |
| SS-Veterinärmedizin                                                                                       | Karminrot                   |                                       |                                   | SS-Sturmbannführer                                      |
| - SS-Gerichtsbarkeit - Staatsanwaltschaft                                                                 | Bordeauxrot                 |                                       | Bitte Bild anlegen und hochladen! | kein Beispiel                                           |
| Wehrgeologischer Dienst                                                                                   | Hellpink                    |                                       | Bitte Bild anlegen und hochladen! | kein Beispiel                                           |
| Kraftfahrtruppe                                                                                           | Lachs-pink (hell)           |                                       | Bitte Bild anlegen und hochladen! | kein Beispiel                                           |
| - Panzertruppe - Panzerjäger                                                                              | Rosa                        |                                       |                                   | SS-Scharführer                                          |
| - SS-Nachrichtentruppe - SS-Kriegsberichtserstatter - Propagandaeinheiten                                 | Zitronengelb                |                                       |                                   | SS-Untersturmführer                                     |
| - Kavallerie - Aufklärungsabteilungen (1942–1945) - Panzeraufklärer - Verbände mit Kavallerie-Hintergrund | Goldgelb                    |                                       |                                   | SS-Obersturmführer                                      |
| - SS-Feldgendarmerie - Sonderdienste                                                                      | Orange                      |                                       |                                   | SS-Unterscharführer                                     |
| - Aufklärung (1938–1942) - Kradschützen                                                                   | Kupferbraun                 |                                       |                                   | SS-Hauptsturmführer                                     |
| SS-Totenkopfverbände                                                                                      | Hellbraun                   |                                       |                                   | SS-Hauptscharführer                                     |
| Sicherheitsdienst (SD)                                                                                    | Giftgrün                    |                                       |                                   | SS-Sturmscharführer                                     |
| Gebirgstruppe                                                                                             | Jägergrün                   |                                       |                                   | SS-Untersturmführer                                     |
| Ersatzwesen                                                                                               | Dunkelgrün                  |                                       |                                   | SS-Obersturmführer                                      |
| - Transport- und Nachschubtruppen - Feldpost                                                              | Sattes Hellblau             |                                       |                                   | SS-Hauptsturmführer                                     |
| SS-Verwaltung                                                                                             | Tiefblau                    |                                       |                                   | SS-Hauptsturmführer                                     |
| SS-Sanitätswesen                                                                                          | Kornblumenblau              |                                       |                                   | - SS-Oberführer - SS-Standartenführer                   |
| SS-Pioniertruppe - Sturmpioniere - Baupioniere                                                            | Schwarz                     |                                       |                                   | SS-Untersturmführer                                     |
| Grundfarbe Kragenspiegel                                                                                  | Schwarz                     |                                       | SS-Unterscharführer               |                                                         |
| Grundfarbe Uniform                                                                                        | Feldgrau                    |                                       |                                   | identisch mit der Uniformfarbe des Heeres               |